# Balantiopteryx infusca
Balantiopteryx infusca (Thomas, 1897) è un pipistrello della famiglia dei Emballonuridi diffuso nell'America meridionale.

## Descrizione

### Dimensioni
Pipistrello di piccole dimensioni, con la lunghezza della testa e del corpo tra 40 e 53 mm, la lunghezza dell'avambraccio tra 37,9 e 42,4 mm, la lunghezza della coda tra 12 e 21 mm, la lunghezza del piede tra 4 e 5 mm, la lunghezza delle orecchie tra 11 e 16 mm e un peso fino a 8 g.

### Aspetto
Le parti dorsali variano dal castano scuro al bruno-grigiastro, mentre le parti ventrali sono più chiare. Il muso è le labbra sono lisce, con quella superiore leggermente sporgente. Le membrane alari sono marroni e attaccate posteriormente lungo le anche. Sono presenti delle sacche ghiandolari sulla superficie dorsale davanti al gomito e con l'apertura rivolta verso il corpo. La coda è corta e perfora a circa metà della sua lunghezza la superficie dorsale dell'uropatagio, il quale è ricoperto di peli nella metà basale.

### Ecolocazione
Emette ultrasuoni ad alto ciclo di lavoro, di breve durata e frequenza quasi costante compresa tra 57 e 51,1 kHz e massima energia a 55,7 kHz. Questa configurazione è presente nei pipistrelli che catturano le prede nella densa vegetazione.

## Biologia

### Comportamento
Si rifugia nelle grotte ben illuminate, crepacci rocciosi, canali di irrigazione e cavità degli alberi in colonie anche numerose.

### Alimentazione
Si nutre di insetti.

## Distribuzione e habitat
Questa specie è diffusa nell'Ecuador nord-occidentale e nella Colombia sud-occidentale.
Vive nelle foreste pluviali fino a 1.200 metri di altitudine.

## Conservazione
La IUCN Red List, considerato l'areale limitato e la riduzione del proprio habitat, classifica B.infusca come specie in pericolo di estinzione (Endangered).